# 1985년 한국프로야구 신인 드래프트
1985년 한국프로야구 신인선수 지명회의는 지역 연고를 바탕으로 한 '1차 지명'과 지역 연고에 상관없이 지명하는 '2차 지명'으로 이루어져 있다.

## 1차 지명
- 구단 순서는 A~Z, 가나다 순.

※이름에 가로줄이 그어진 것은 구단이 해당 선수에 대한 지명권을 포기했음을 의미함.
| 구단            | 성명   | 출신학교 및 소속팀 | 포지션      | 지명순위 및 비고            |
| --------------- | ------ | ------------------ | ----------- | --------------------------- |
| MBC 청룡        | 안언학 | 고려대학교         | 투수,내야수 | 1순위                       |
| MBC 청룡        | 박흥식 | 한양대학교         | 외야수      | 2순위                       |
| MBC 청룡        | 정삼흠 | 포항제철           | 투수        | 3순위                       |
| MBC 청룡        | 유지홍 | 고려대학교         | 내야수      | 4순위                       |
| MBC 청룡        | 윤덕규 | 상업은행           | 외야수      | 5순위                       |
| MBC 청룡        | 예병준 | 농협               | 투수        | 6순위                       |
| MBC 청룡        | 최동명 | 경희대학교         | 투수        | 7순위                       |
| MBC 청룡        | 채도병 | 인천전문대학교     | 내야수      | 8순위                       |
| MBC 청룡        | 김용수 | 한일은행           | 투수        | 9순위(83년 지명 뒤 재지명)  |
| OB 베어스       | 김형석 | 중앙대학교         | 외야수      | 1순위                       |
| OB 베어스       | 김영신 | 동국대학교         | 포수        | 2순위                       |
| OB 베어스       | 이승희 | 상업은행           | 내야수      | 3순위                       |
| OB 베어스       | 윤수봉 | 한국전력           | 투수        | 4순위                       |
| OB 베어스       | 김문수 | 한일은행           | 투수        | 5순위                       |
| OB 베어스       | 이종융 | 인천전문대학교     | 투수        | 6순위                       |
| OB 베어스       | 천성호 | 동국대학교         | 투수        | 7순위                       |
| OB 베어스       | 이종원 | 성균관대학교       | 내야수      | 8순위                       |
| OB 베어스       | 박상석 | 상문고등학교       | 외야수      | 9순위                       |
| OB 베어스       | 김일중 | 명지고등학교       | 투수        | 10순위                      |
| OB 베어스       | 권광운 | 단국대학교         | 외야수      | 11순위                      |
| OB 베어스       | 탁재원 | 중앙대학교         | 내야수      | 12순위                      |
| OB 베어스       | 계동식 | 중앙대학교         | 내야수      | 13순위                      |
| OB 베어스       | 도이석 | 영남대학교         | 외야수      | 14순위                      |
| 롯데 자이언츠   | 박동수 | 동아대학교         | 투수        | 1순위                       |
| 롯데 자이언츠   | 박희찬 | 동아대학교         | 포수        | 2순위                       |
| 롯데 자이언츠   | 양상문 | 한국화장품         | 투수        | 3순위                       |
| 롯데 자이언츠   | 이동완 | 동아대학교         | 내야수      | 4순위                       |
| 롯데 자이언츠   | 이재성 | 건국대학교         | 내야수      | 5순위                       |
| 롯데 자이언츠   | 이충우 | 한국전력           | 투수        | 6순위                       |
| 롯데 자이언츠   | 장상철 | 상업은행           | 내야수      | 7순위                       |
| 롯데 자이언츠   | 한영준 | 고려대학교         | 내야수      | 8순위                       |
| 빙그레 이글스   | 민문식 | 동국대학교         | 투수        | 1순위                       |
| 빙그레 이글스   | 이상군 | 한양대학교         | 투수        | 2순위                       |
| 빙그레 이글스   | 전대영 | 동아대학교         | 내야수      | 3순위                       |
| 빙그레 이글스   | 황종선 | 동국대학교         | 내야수      | 4순위                       |
| 삼미 슈퍼스타즈 | 김명성 | 인하대학교         | 외야수      | 1순위                       |
| 삼미 슈퍼스타즈 | 양후승 | 인하대학교         | 내야수      | 2순위                       |
| 삼미 슈퍼스타즈 | 이병억 | 연세대학교         | 내야수      | 3순위                       |
| 삼미 슈퍼스타즈 | 정은배 | 경희대학교         | 투수        | 4순위                       |
| 삼성 라이온즈   | 강정길 | 영남대학교         | 내야수      | 1순위, 지명권 양도 (빙그레) |
| 삼성 라이온즈   | 김대문 | 제일은행           | 포수        | 2순위                       |
| 삼성 라이온즈   | 김성갑 | 건국대학교         | 내야수      | 3순위                       |
| 삼성 라이온즈   | 김순철 | 성균관대학교       | 포수        | 4순위                       |
| 삼성 라이온즈   | 김용국 | 한양대학교         | 내야수      | 5순위                       |
| 삼성 라이온즈   | 송상진 | 영남대학교         | 내야수      | 6순위                       |
| 삼성 라이온즈   | 원민구 | 제일은행           | 내야수      | 7순위                       |
| 삼성 라이온즈   | 이강돈 | 건국대학교         | 외야수      | 8순위, 지명권 양도 (빙그레) |
| 삼성 라이온즈   | 이종두 | 한양대학교         | 외야수      | 9순위                       |
| 삼성 라이온즈   | 조규식 | 제일은행           | 투수        | 10순위                      |
| 삼성 라이온즈   | 최규섭 | 한일은행           | 내야수      | 11순위                      |
| 삼성 라이온즈   | 홍순호 | 중앙대학교         | 내야수      | 12순위                      |
| 해태 타이거즈   | 김기철 | 원광대학교         | 투수        | 1순위                       |
| 해태 타이거즈   | 김태업 | 연세대학교         | 내야수      | 2순위                       |
| 해태 타이거즈   | 선동열 | 고려대학교         | 투수        | 3순위                       |
| 해태 타이거즈   | 신태순 | 단국대학교         | 투수        | 4순위                       |
| 해태 타이거즈   | 이순철 | 연세대학교         | 내야수      | 5순위                       |
| 해태 타이거즈   | 최상주 | 인하대학교         | 투수        | 6순위                       |
| 해태 타이거즈   | 허세환 | 인하대학교         | 내야수      | 7순위                       |

## 2차 지명
- 구단 순서는 A~Z, 가나다 순.

| 구단            | 성명   | 소속팀             | 포지션 | 비고  |
| --------------- | ------ | ------------------ | ------ | ----- |
| MBC 청룡        | 곽승훈 | 건국대학교         | 내야수 | 1순위 |
| OB 베어스       | 박기수 | 한국화장품         | 내야수 | 1순위 |
| 삼미 슈퍼스타즈 | 최재은 | 동대문상업고등학교 | 외야수 | 1순위 |